# Trifling Women
Trifling Women is een Amerikaanse dramafilm uit 1922 onder regie van Rex Ingram. De film is wellicht zoekgeraakt.

## Verhaal
Jacqueline kan het lonken naar mannen niet laten. Haar vader kan haar onbezonnen gedrag niet meer aanzien en vertelt haar de stichtende historie van de waarzegster Zareda en haar verhouding met Ivan de Maupin. Als de vader van Ivan ook valt voor Zareda, besluit Ivan zelf naar het front te vertrekken. De jaloerse vader van Ivan wil intussen de markies Ferroni vergiftigen, die ook naar de hand van Zareda dingt. Hij loopt echter in zijn eigen valstrik en sterft. Bij zijn terugkeer merkt Ivan dat Zareda getrouwd is met de markies. Er barst een strijd op leven en dood los tussen de beide mannen.

## Rolverdeling
| Acteur          | Personage                      |
| --------------- | ------------------------------ |
| Barbara La Marr | Jacqueline de Séverac / Zareda |
| Ramón Novarro   | Henri / Ivan de Maupin         |
| Pomeroy Cannon  | Léon de Séverac                |
| Edward Connelly | François de Maupin             |
| Lewis Stone     | Markies Ferroni                |
| Hughie Mack     | Alphonse Bidondeau             |
| Eugene Pouyet   | Kolonel Roybet                 |
| John George     | Achmed                         |
| Jess Weldon     | Caesar                         |
| Bynunsky Hyman  | Hassan                         |